# Казбек (шхуна)
«Казбек» (первоначально «Harlingen», затем «Эльборус») — британский товарный пароход, затем парусно-винтовая шхуна, транспорт и гидрографическое судно Черноморского флота Российской империи, а после Белого флота, участник русско-турецкой войны 1877—1878 годов, Первой мировой войны и Гражданской войны в России. Судно находилось в составе флота с 1856 по 1923 год, во время несения службы совершало плавания в Чёрном и Азовском морях, принимало участие в боевых действиях на кавказском побережье, использовалось в качестве транспортного, крейсерского, гидрографического и брандвахтенного судна. В 1920 году судно покинуло Россию в составе армии Врангеля при её эвакуации из Крыма.

## Описание судна
Парусно-винтовая шхуна с железным корпусом водоизмещением по сведениям из различных источников от 443 до 692 тонн. Длина судна между перпендикулярами составляла 53—53,04 метра, ширина с обшивкой — 7,6—7,77 метра, осадка носом 2,44 метра, а осадка кормой  — 3,28—3,3 метра. На шхуне была установлена одна горизонтальная двухцилиндровая паровая машина мощностью 70 номинальных лошадиных сил, что составляло по сведениям из различных источников от 280 до 492 индикаторных лошадиных сил, и один железный паровой котёл, в качестве движителя помимо парусов использовался один гребной винт. Первоначально на шхуне были установлены механизмы низкого давления производства компании Humphrys & Tennat, в 1861 году паровой отёл был заменён на котёл производства компании Maudslay Son & Field, зимой 1881—1882 годов вновь заменён на отремонтированный паровой котёл со шхуны «Редут-Кале», в 1894 году был установлен второй котёл, снятый с яхты «Штандарт», а в 1901 году вновь установлены новые котлы производства Николаевского адмиралтейства. Во время капитального ремонта в 1891 году на судне также была заменена паровая машина: была установлена горизонтальная двухцилиндровая паровая машина простого расширения мощностью 280 индикаторных лошадиных сил, снятая также со шхуны «Редут-Кале». Скорость судна могла достигать 7 узлов. Запас топлива составлял 72 тонны угля.
Первоначальное артиллерийское вооружение шхуны состояло их 0,25-пудовых единорогов, которые в 1873 году были заменены двумя 87-миллиметровыми стальными нарезными орудиями образца 1867 года, а во время русско-турецкой войны 1877—1878 годов дополнены двумя 3-фунтовыми чугунными фальконетами. В 1880-х годах вооружение судна состояло из двух 3-фунтовых медных пушек образца 1867 года, а с 1900 года — из двух 37-миллиметровых одноствольных пушек и двух 37-миллиметровых револьверных «Гочкисов». Экипаж шхуны состоял из 64 человек.

## История службы
Судно было заложено на верфи Carl J. Mare & Co. в районе Блэкуолл в Лондоне и после спуска на воду в 1854 году под именем «Harlingen» использовалось в Англии в качестве товарного парохода. Строительство вёл кораблестроитель Мер. В ноябре 1856 года пароход был куплен Военным министерством Российской империи для нужд Отдельного Кавказского корпуса, 4 (16) декабря 1856 года судну было присвоено имя «Эльборус», а 2 (14) декабря 1857 года оно было передано из Военного в Морское ведомство и вошло в состав Черноморского флота России в качестве шхуны.
В 1856—1857 годах выходила в крейсерские плавания вдоль восточного берега Чёрного моря и принимала участие в действиях флота против горцев на Кавказе. В кампании 1858 и 1859 годов совершала плавания между портами Азовского и Чёрного морей, в 1858 году также крейсировала у берегов Абхазии. В кампанию 1860 года выходила в плавания между портами Чёрного моря.

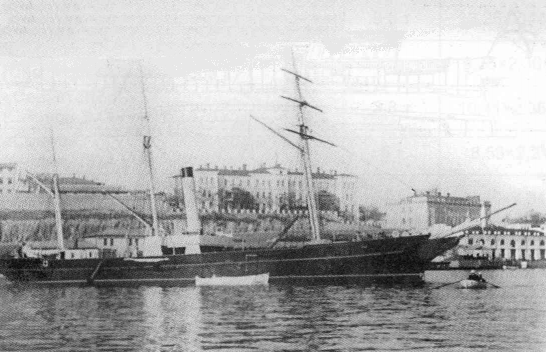
Шхуна «Казбек» в Севастополе в качестве гидрографического судна

В кампанию 1861 года также совершала плавания между портами и у восточного берега Чёрного моря, в кампанию этого года командир шхуны капитан-лейтенант И. С. Антипа был награждён бриллиантовым перстнем. В том же году на шхуне был установлен новый паровой котёл производства компании Maudslay Son & Field. В следующем 1862 году выходила в плавания в Чёрное море и принимала участие в высадке десанта на его северо-восточном побережье, за что командир шхуны капитан-лейтенант Д. Н. Кондогури был награждён орденом Святого Станислава II степени с мечами.
В кампании 1863 и 1864 годов выходила в крейсерские плавания к восточным берегам Чёрного моря, а также принимала участие в высадках десантов у Адлера. В кампанию 1865 года вновь выходила в плавания в Чёрное море, в том числе к его восточному берегу.
С 1866 по 1869 год шхуна находилась в плаваниях в Чёрном море.В 1869 году подверглась капитальному ремонту. После ремонта в 1870 и 1871 годах также совершала плавания в Чёрном море.
В течение кампании 1872 года выходила в плавания в Чёрное море, а 28 ноября (10 декабря) 1872 года привела на буксире из Керчи в Николаев плавучий маяк № 2, где последний был поставлен на ремонт. В следующем 1873 году шхуна была перевооружена и также совершала плавания в Азовском и Чёрном морях.
30 ноября (12 декабря) 1874 года шхуна была переименована в «Казбек», в том же и следующих 1875 и 1876 годах выходила в плавания в Чёрное море. Во время русско-турецкой войны 1787—1878 годов в 1877 и 1878 годах несла брандвахтенную службу в Одессе, а также выходила в плавания в Азовское и Чёрное моря. На время войны дополнительно вооружалась двумя 3-фунтовыми чугунными фальконетами.
В кампании с 1879 по 1882 года выходила в плавания в Чёрное море в качестве гидрографического судна и для обслуживания маяков, В 1882 году также использовалась в качестве крейсерского судна. В кампании 1885—1886 годов вновь совершала плавания вдоль восточного берега Чёрного моря. В кампанию 1889 года несла брандвахтенную службу в Керчи, а в следующем 1890 году выходила в плавания в Чёрное море. В 1891 году шхуна была капитально отремонтирована c заменой паровой машины, а 1 (13) февраля 1892 года была переквалифицирована в транспорт.
В кампанию 1893 года на транспорте выполнялись гидрографические работы в Чёрном море. После чего до 1902 года он находился на хранении в порту, в 1902—1903 годах вновь был капитально отремонтирован с заменой паровых котлов и введен в состав флота. После чего в кампании 1904 и 1905 годов транспорт выходил в плавания в Азовское и Чёрное моря. Во время Первой мировой войны использовался для гидрографического обеспечения боевой деятельности Черноморского флота и 16 (29) июля 1915 года был переквалифицирован в гидрографическое судно.
16 (29) июля 1915 года гидрографическое судно было захвачено в Севастополе германскими войсками. В 1919 году было передано в состав флота Вооружённых сил Юга России, где числилось в судах Лоции Керченского пролива, однако фактически использовалось в качестве транспорта. 14 (27) ноября 1920 года судно ушло в Константинополь в составе армии Врангеля при её эвакуации из Крыма под командой капитана 2-го ранга Д. Д. Кочетова. 12 февраля 1923 года было продано французам.

## Командиры шхуны
Командирами парусно-винтовой шхуны «Эльборус», а с 30 ноября (12 декабря) 1874 года «Казбек» в составе Российского императорского флота в разное время служили:
- капитан-лейтенант К. Н. Прокопович (1856—1861 годы)[49];
- капитан-лейтенант И. С. Антипа (1861 год)[50];
- капитан-лейтенант Д. Н. Кондогури (1862—1864 годы)[51];
- капитан-лейтенант, а с 1 (13) января 1866 года капитан 2-го ранга И. Е. Прасолов (1865—1866 годы)[52];
- капитан-лейтенант А. И. Вальд (1867—1871 годы)[53][54];
- капитан 2-го ранга В. В. Ильин (1871—1872 годы)[55];
- капитан 2-го ранга, а с 8 (20) апреля 1873 года капитан 1-го ранга П. С. Горчаков (1872—1874 годы)[56];
- капитан 1-го ранга А. К. Иеромузо (1874—1875 годы)[57];
- капитан-лейтенант В. А. Безуар (1879—1881 год)[58];
- капитан 1-го ранга П. А. Ефремов (1882 год)[59];
- капитан 1-го ранга А. Г. Попандопуло (1886 год)[60];
- капитан 2-го ранга С. Ф. Артюков (с 25 января (6 февраля) 1889 года)[41];
- капитан 2-го ранга В. А. Абаза (1893 год)[61];
- капитан 2-го ранга И. Е. Гузевич (1898 год)[41].

В составе Белого флота в Константинополе:
- капитан 2-го ранга Д. Д. Кочетов (1920—1921 годы)[48].